# Дж. Д. Пардо
Хорхе Даніель «Джей Ді» Пардо (англ. J. D. Pardo; нар. 7 вересня 1980) — американський актор і  модель. Найбільш відомий за роллю Ізі Рейєса в телесеріалі «Майянці», а також за роллю Джека Торетто у фільмі «Форсаж 9».

## Біографія
Джей Ді Пардо народився 7 вересня 1980 в Панорама-Сіті (Лос-Анджелес). Його батько родом з Аргентини, а мати - з Сальвадору.
З 2001 року знімається в епізодичних ролях різноманітних проєктів. У 2004 році грає в телесеріалах «Американські мрії» та «Клубна роздягальня», завдяки чому привертає увагу і отримує запрошення на головну роль у телефільмі, заснованому на реальній історії, «Дівчина, схожа на мене: історія Гвен Араухо» режисера Аґнешки Голланд. У цьому фільмі Пардо грає Гвен Араухо — жорстоко вбиту трансгендерну жінку; за цю роль він у 2007 році номінувався Кращим актором на премію Imagen Foundation Awards.. У 2007 році отримує роль Шона Саласара в телесеріалі "Гонка" виробництва телекомпанії "Fox Broadcasting Company Fox". У фільмі 2009 року «Палаюча рівнина» (режисер Гільєрмо Арріага) грає одного з головних героїв у молодості. У 2012 році грає ополченця, на ім'я Нейт, у фантастичному телесеріалі «Революція», а також знявся в другій частині екранізації роману «Світанок» Стефені Маєр — «Сутінки Сага: Світанок — Частина 2», зігравши в ньому напіввампіра-напівлюдини.
З 2018 по 2023 рік зіграв одну з головних ролей у телесеріалі FX «Маянці".

## Фільмографія
| Рік       |    | Українська назва                            | Оригінальна назва                         | Роль                                |
| --------- | -- | ------------------------------------------- | ----------------------------------------- | ----------------------------------- |
| 2001      | с  | Титани                                      | Titans                                    | Нік                                 |
| 2002      | тф | Ранчо надії                                 | Hope Ranch                                | Ернесто                             |
| 2004      | ф  | Історія Попелюшки                           | A Cinderella Story                        | Раян                                |
| 2004      | с  | Американські мрії                           | American Dreams                           | пересічний Карлос Перес / Мет Перес |
| 2004—2005 | с  | Клубна роздягальня                          | Clubhouse                                 | Хосе Маркес                         |
| 2005      | с  | Вероніка Марс                               | Veronica Mars                             | Рік                                 |
| 2005      | ф  | Суперкрос                                   | Supercross                                | Чай                                 |
| 2005      | ф  | Крейзі                                      | Havoc                                     | Тод Розенберг                       |
| 2006      | с  | Самотні серця                               | The O.C.                                  | татуйований хлопець                 |
| 2006      | тф | Дівчина, схожа на мене: історія Гвен Араухо |                                           |                                     |
| 2006      | с  | C.S.I.: Місце злочину Маямі                 | CSI: Miami                                | Маріо Пілар                         |
| 2007      | с  | Гонка                                       | Drive                                     | Шон Саласар                         |
| 2007      | с  | Таємниці Палм-Спрінгс                       | Hidden Palms                              | Едді Нолан                          |
| 2009      | ф  | Палаюча рівнина                             | The Burning Plain                         | Сантьяго (у молодості)              |
| 2010      | с  | 90210: Нове покоління                       | 90210                                     | Декс                                |
| 2012      | ф  | Сутінки Сага: Світанок — Частина 2          | The Twilight Saga: Breaking Dawn - Part 2 | Науель                              |
| 2012—2014 | с  | Революція                                   | Revolution                                | Нейт Вокер / Джейсон Невілл         |
| 2013      | ф  | Стукач                                      | Snitch                                    | Бенісіо                             |
| 2015      | с  | Посланці                                    | The Messengers                            | Рауль                               |
| 2018—2023 | с  | Майянці                                     | Mayans MC                                 | Ізекіль «Ізі» Рейєс                 |
| 2021      | ф  | Форсаж 9                                    | F9                                        | Джек Торетто                        |
| 2023      | ф  | Гіпнотик                                    | Hypnotic                                  | Нікс                                |
| 2024      | ф  | Придорожній заклад                          | Road House                                | Делл                                |